# Šišan rudý
Šišan rudý (Cypraecassis rufa; Linnaeus, C., 1758) je mořský plž z čeledi Cassidae. Ulita bývá 65 až 200 mm veliká a pro svoji velikost se využívá v řezbářství.
Šišan rudý se vyskytuje na jižním pobřeží Afriky od provincie Jihoafrické republiky KwaZulu-Natal po Mosambik, kde je jeho výskyt hojnější. Dále se pak nachází ve východní části Polynésie.